# Bacchisa violaceoapicalis
Bacchisa violaceoapicalis es una especie de escarabajo longicornio del género Bacchisa, tribu Astathini, subfamilia Lamiinae. Fue descrita científicamente por Pic en 1923.

## Descripción
Mide 10-15,5 milímetros de longitud.

## Distribución
Se distribuye por China, Laos y Vietnam.